# Der Express in Flammen
Der Express in Flammen ist ein US-amerikanisches Stummfilmdrama aus dem Jahr 1922. Der Film basiert auf dem Roman Timber von Harold Titus.

## Handlung
Der pensionierte Millionär und Holzbaron Luke Taylor schickt seinen Sohn John nach Michigan, um einige Baumstämme zu bergen. Während John dort ist, trifft er Helen Foraker, die eine große Menge ungeschlagenen Holzes besitzt, sich aber weigert, es zu verkaufen, es sei denn, der Käufer stimmt der Wiederaufforstung zu. Ihre Wälder wurden ihr von ihrem Vater hinterlassen, der sie gepflanzt hat, und sie versucht, seinen Wunsch zu erfüllen. 
Jim Harris, ein skrupelloser Spekulant, versucht, sie zu zwingen, das Land ohne diese Bestimmung zu verkaufen. John telegrafiert seinem Vater, er solle kommen. Der alte Mann besteht darauf, das Land zu kaufen, weigert sich aber auch, irgendwelche Waldbestände wiederaufzuforsten. Jim versucht erneut, das Grundstück für sich selbst zu bekommen, wird aber erneut von Helen abgewiesen. Durch Bestechung lässt er den Wald in Brand setzen. John entdeckt das Feuer und eilt zu Hilfe. Er und Helen nehmen eine Lokomotive für Holzfäller und schaffen es, Sprengstoff durchzubringen. Die Männer arbeiten die ganze Nacht und schließlich wird der Bergrücken gesprengt, wodurch die Hälfte des Waldes gerettet wird. Luke Taylor stimmt dann nicht nur zu, den Wald wieder aufzuforsten, sondern leiht Helen auch so viel Geld, wie sie zur Wiederaufforstung braucht, und gibt dem Paar seinen Segen.

## Hintergrund
Im August 1922 wurde berichtet, dass sich die Produktion in der sechsten Woche befände.
Die Schauspielerin Anna Q. Nilsson erlitt am 28. August 1922 bei Dreharbeiten vor Ort in der Nähe von San Fernando schwere Verbrennungen. „Ein sechs Hektar großes Grundstück wurde mit 700 Gallonen Benzin (über 2.600 Liter) durchnässt und in Brand gesteckt, um eine Szene zu zeigen, in der Miss Nilsson eine Lokomotive durch die Flammen steuern sollte.“ Der Kameramann Percy Hilburn, der die Szene aus einem Asbestanbau an der Seite der Lokomotive in der Nähe des Kessels filmte, wurde ebenso verletzt wie der Schauspieler Craig Ward.
Eine halbseitige Anzeige des Filmgeräteherstellers Bell & Howell enthüllte, dass sie neunzehn der zwanzig Kameras geliefert hatte, mit denen die Waldbrandszenen aufgenommen wurden. Die Anzeige enthält ein Foto des Kamerateams und zwei seiner Kameratürme.
Da keine Kopien der neun Filmrollen existieren, gilt der Film als verschollen.

## Veröffentlichung
Die Premiere des Films fand am 12. November 1922 in New York statt. 1925 kam er in Österreich in die Kinos, 1926 im Deutschen Reich. In Österreich wurde er auch unter den Titeln Flammende Herzen – Flammende Berge und Quer durch den brennenden Urwald gezeigt.

## Kritiken
George T. Pardy schrieb in der Exhibitors Trade Review, die Produktion enthalte einige der attraktivsten Szenen, die man je gesehen habe. Es sei ein Spektakel, das denen, die es sehen, noch lange in Erinnerung bleiben werde. Die Geschichte selbst sei interessant und voller Spannung und gelegentlichem Humor.